# Тея Цулукиани
Тея Цулукиани (на грузински: თეა წულუკიანი) е грузинска политичка, член на политическия съвет на партия „Грузинска мечта – Демократична Грузия“. През 2020 г. става депутат в парламента на Грузия, а през 2021 г. е назначена за заместник министър-председател и за министър на културата, спорта и младежта на Грузия. Била е вицепремиер в правителството на Георги Гахария (2019 – 2020) и министър на правосъдието на Грузия (2012 – 2020).

## Биография
Родена е на 21 януари 1975 г. в град Тбилиси, Грузинска ССР, СССР. Баща ѝ Автандил Цулукиани е съдия и прокурор, а нейната майка се казва Джули Шанидзе. Има и по-малък брат на име Бату.
През 1992 г. завършва колежа-лицей „Ампер“ в град Лион, Франция. През 1997 г. завършва с отличие Факултета по международно право и международни отношения на Тбилиския държавен университет. През 2000 г. получава магистърска степен по публична администрация от Националния институт по администрация в град Страсбург, Франция.
От септември 2000 до февруари 2010 г. работи като служител в Европейския съд по правата на човека във френския град Страсбург.
През май 2010 г. става съветник по въпросите на правата на човека на председателя на партия „Наша Грузия – свободни демократи“, след което става заместник-председател на партията.
На парламентарните избори в през 2012 г. е избрана за депутат в парламента на Грузия от партия „Грузинска мечта – Демократична Грузия“, ръководена от милиардера Бидзина Иванишвили. На 25 октомври 2012 г. е назначена за министър на правосъдието. На 13 септември 2019 г. е назначена за вицепремиер в правителството на Георги Гахария. На 29 септември 2020 г. тя подава оставка.
На парламентарните избори в през 2020 г. е избрана за депутат в парламента на Грузия от партия „Грузинска мечта – Демократична Грузия“. Оглавява парламентарната комисия по образование, наука и култура.
На 19 март 2021 г. е назначена за министър на културата, спорта и младежта на Грузия от министър-председателят Иракли Гарибашвили, след като Министерството на образованието, науката, културата и спорта се разделя на два отдела. Тя поема задълженията си на 22 март 2021 г. На 12 юли 2021 г. грузинският премиер Иракли Гарибашвили назначава Теа Цулукиани за заместник министър-председател, заедно с Леван Давиташвили.